# Гран-при Бразилии 2007 года
Гран-при Бразилии 2007 года — 17-й заключительный этап чемпионата мира в классе Формулы-1 2007 года, прошёл с 19 по 21 октября на трассе Интерлагос. В последнем Гран-при сезона в Бразилии между тремя гонщиками решилась судьба титула чемпиона мира: Кими Райкконен опередил гонщиков McLaren Льюиса Хэмилтона и Фернандо Алонсо.

## Перед гонкой
В Бразилию Льюис Хэмилтон приехал, имея отрыв в четыре очка от Алонсо и в семь — от Райкконена. Чтобы стать чемпионом, Алонсо требовалось финишировать минимум на две-три позиции выше партнёра, при равенстве очков и побед судьбу титула могло решить число пятых мест. Финну, чтобы стать чемпионом, нужно было побеждать при финише Алонсо не выше третьего места, а Хэмилтона — не выше шестого.
Накал страстей подогревался слухами, что после внутрикомандного скандала команда McLaren может подыгрывать Хэмилтону. Сами гонщики и члены команды отрицали это.
Перед гран-при Александр Вурц объявил об окончании карьеры в Формуле-1, в составе Williams на гран-при Бразилии его заменил Кадзуки Накадзима.

## Свободные заезды
| Сессия    | № | Лидер          | Команда          | Время    |
| --------- | - | -------------- | ---------------- | -------- |
| 1 (19,10) | 6 | Кими Райкконен | Ferrari          | 1:19,580 |
| 2 (19,10) | 2 | Льюис Хэмилтон | McLaren-Mercedes | 1:12,767 |
| 3 (20,10) | 5 | Фелипе Масса   | Ferrari          | 1:11,810 |

## Квалификация
На свободных заездах преимущество было у гонщиков Ferrari. Квалификацию уверенно выиграл Фелипе Масса, Льюис Хэмилтон на последних секундах улучшил своё пятое время и стал вторым. Райкконен был третьим. Финн заявил, что Хэмилтон немного помешал ему на его быстром круге, но не стал инициировать разбирательство.
| Место | Имя                 | Команда/Двигатель  | Часть 1  | Часть 2  | Часть 3  |
| ----- | ------------------- | ------------------ | -------- | -------- | -------- |
| 1     | Фелипе Масса        | Ferrari            | 1:12,303 | 1:12,374 | 1:11,931 |
| 2     | Льюис Хэмилтон      | McLaren-Mercedes   | 1:13,033 | 1:12,296 | 1:12,082 |
| 3     | Кими Райкконен      | Ferrari            | 1:13,016 | 1:12,161 | 1:12,322 |
| 4     | Фернандо Алонсо     | McLaren-Mercedes   | 1:12,895 | 1:12,637 | 1:12,356 |
| 5     | Марк Уэббер         | Red Bull-Renault   | 1:13,081 | 1:12,855 | 1:12,928 |
| 6     | Ник Хайдфельд       | BMW Sauber         | 1:13,472 | 1:13,009 | 1:13,081 |
| 7     | Роберт Кубица       | BMW Sauber         | 1:13,085 | 1:12,641 | 1:13,129 |
| 8     | Ярно Трулли         | Toyota             | 1:13,470 | 1:12,832 | 1:13,195 |
| 9     | Дэвид Култхард      | Red Bull-Renault   | 1:13,264 | 1:13,374 | 1:13,272 |
| 10    | Нико Росберг        | Williams-Toyota    | 1:13,707 | 1:12,752 | 1:13,477 |
| 11    | Рубенс Баррикелло   | Honda              | 1:13,661 | 1:12,932 |          |
| 12    | Джанкарло Физикелла | Renault            | 1:13,482 | 1:13,102 |          |
| 13    | Себастьян Феттель   | Toro Rosso-Ferrari | 1:13,853 | 1:13,058 |          |
| 14    | Витантонио Льюцци   | Toro Rosso-Ferrari | 1:13,607 | 1:13,251 |          |
| 15    | Ральф Шумахер       | Toyota             | 1:13,767 | 1:13,783 |          |
| 16    | Дженсон Баттон      | Honda              | 1:14,054 | 1:13,702 |          |
| 17    | Хейкки Ковалайнен   | Renault            | 1:14,078 |          |          |
| 18    | Такума Сато         | Super Aguri-Honda  | 1:14,098 |          |          |
| 19    | Кадзуки Накадзима   | Williams-Toyota    | 1:14,417 |          |          |
| 20    | Энтони Дэвидсон     | Super Aguri-Honda  | 1:14,596 |          |          |
| 21    | Адриан Сутиль       | Spyker-Ferrari     | 1:15,217 |          |          |
| 22    | Сакон Ямамото       | Spyker-Ferrari     | 1:15,487 |          |          |

## Гонка
На старте Масса заблокировал Хэмилтона, позволив Райкконену выйти на второе, а Алонсо — на третье место. Хэмилтон атаковал Алонсо в Subida dos Lagos, но вылетел с трассы. Вернувшись девятым, британец отыграл несколько позиций, но затем на его машине отключился бортовой компьютер, и это отбросило его на последнее место. Кубица оказался впереди Хайдфельда, а затем прошёл и Уэббера, который позднее сошёл из-за механической поломки. Физикелла вылетел с трассы, а возвращаясь получил удар от Сакона Ямамото.
Пара Ferrari вскоре далеко оторвалась от своих преследователей, Масса показал несколько лучших кругов. Шедший третьим Алонсо отставал, но математически стал основным претендентом на титул. Для Хэмилтона, которому предстояло прорываться через весь пелетон, команда перешла на тактику трёх дозаправок, дававшую большое преимущество в скорости. Благодаря этому Льюис смог отыграть большую часть потерянных мест и вернуться в очковую восьмёрку. Эту же стратегию выбрал Роберт Кубица, что позволило ему догнать и обогнать Алонсо. Однако очередной пит-стоп отодвинул его позади боровшихся Росберга и Хайдфельда. Атакуя Хайдфельда, Нико Росберг ошибся, и они оба пропустили Кубицу. Позже Росберг догнал Кубицу и смог пройти его в Senna’s S.
Кадзуки Накадзима, заменявший Вурца в Williams, во время пит-стопа сбил двоих механиков. Механики были госпитализированы для обследования, но никаких серьёзных травм они не получили. В тяжёлую аварию в Curva del Sol попал Хейкки Ковалайнен, лишив Renault шансов набрать очки.
На второй серии пит-стопов команда оттянула дозаправку Райкконена, позволив ему проехать несколько более быстрых кругов. За счёт этого после своей остановки он вернулся на трассу впереди Массы. Это позволило ему, финишировав первым, на одно очко опередить как Алонсо, так и отставшего на круг Хэмилтона, и стать чемпионом.
| Место | С  | №  | Гонщик              | Конструктор        | Ш | Круги | Время/причина схода | О  |
| ----- | -- | -- | ------------------- | ------------------ | - | ----- | ------------------- | -- |
| 1     | 3  | 6  | Кими Райкконен      | Ferrari            | B | 71    | 1:28:15,270         | 10 |
| 2     | 1  | 5  | Фелипе Масса        | Ferrari            | B | 71    | +1,493              | 8  |
| 3     | 4  | 1  | Фернандо Алонсо     | McLaren-Mercedes   | B | 71    | +57,019             | 6  |
| 4     | 10 | 16 | Нико Росберг        | Williams-Toyota    | B | 71    | +1:02,048           | 5  |
| 5     | 7  | 10 | Роберт Кубица       | BMW Sauber         | B | 71    | +1:10,957           | 4  |
| 6     | 6  | 9  | Ник Хайдфельд       | BMW Sauber         | B | 71    | +1:11,317           | 3  |
| 7     | 2  | 2  | Льюис Хэмилтон      | McLaren-Mercedes   | B | 70    | +1 круг             | 2  |
| 8     | 8  | 12 | Ярно Трулли         | Toyota             | B | 70    | +1 круг             | 1  |
| 9     | 9  | 14 | Дэвид Култхард      | Red Bull-Renault   | B | 70    | +1 круг             |    |
| 10    | 19 | 17 | Кадзуки Накадзима   | Williams-Toyota    | B | 70    | +1 круг             |    |
| 11    | 15 | 11 | Ральф Шумахер       | Toyota             | B | 70    | +1 круг             |    |
| 12    | 18 | 22 | Такума Сато         | Super Aguri-Honda  | B | 69    | +2 круга            |    |
| 13    | 14 | 18 | Витантонио Льюцци   | Toro Rosso-Ferrari | B | 69    | +2 круга            |    |
| 14    | 20 | 23 | Энтони Дэвидсон     | Super Aguri-Honda  | B | 68    | +3 круга            |    |
| Сход  | ПЛ | 20 | Адриан Сутиль       | Spyker-Ferrari     | B | 43    | Сход                |    |
| Сход  | 11 | 8  | Рубенс Баррикелло   | Honda              | B | 40    | Двигатель           |    |
| Сход  | 17 | 4  | Хейкки Ковалайнен   | Renault            | B | 35    | Авария              |    |
| Сход  | 13 | 19 | Себастьян Феттель   | Toro Rosso-Ferrari | B | 34    | Сход                |    |
| Сход  | 16 | 7  | Дженсон Баттон      | Honda              | B | 20    | Двигатель           |    |
| Сход  | 5  | 15 | Марк Уэббер         | Red Bull-Renault   | B | 14    | Сход                |    |
| Сход  | 22 | 21 | Сакон Ямамото       | Spyker-Ferrari     | B | 2     | Столкновение        |    |
| Сход  | 12 | 3  | Джанкарло Физикелла | Renault            | B | 2     | Столкновение        |    |

### После гонки
Болиды Росберга, Кубицы и Хайдфельда, финишировавших четвёртым, пятым и шестым соответственно, при послефинишном досмотре показали слишком низкую температуру топлива, что частично нарушало регламент. По инициативе команды McLaren было организовано послегоночное разбирательство, однако судьи не наказали троих гонщиков, ограничившись устным предупреждением. Основанием послужило то обстоятельство, что используемые по регламенту датчики температуры топлива не всегда проходят должную калибровку. Если бы все трое были дисквалифицированы, Льюис Хэмилтон оказался бы на четвёртом месте и выиграл бы чемпионский титул постфактум. Немедленно после этого McLaren подал протест в международный апелляционный суд на это решение стюардов, который был отклонен. Следует заметить, что удовлетворение протеста, и как следствие, передача чемпионского титула Хэмилтону, несомненно нанесло бы сильнейший удар по имиджу Формулы-1 в целом и значительно бы сказалось на популярности этих соревнований. Фактический руководитель Формулы-1 Берни Экклстоун даже заявил, что в случае подобного решения подумает о собственной отставке.